# Clint Hester
Clinton La'Ron Hester, född 21 november 1986 i Hattiesburg, är en amerikansk MMA-utövare som 2013–2016 tävlade i organisationen Ultimate Fighting Championship.